# Arcidiocesi di Montevideo
L'arcidiocesi di Montevideo (in latino Archidioecesis Montisvidei) è una sede metropolitana della Chiesa cattolica in Uruguay. Nel 2023 contava 891.500 battezzati su 1.325.968 abitanti. È retta dall'arcivescovo cardinale Daniel Fernando Sturla Berhouet, S.D.B.

## Territorio
L'arcidiocesi comprende il dipartimento di Montevideo.
Sede arcivescovile è la città di Montevideo, dove si trova la cattedrale dell'Immacolata Concezione e dei Santi Filippo e Giacomo. A Montevideo sorgono anche tre santuari nazionali: il santuario della Grotta di Lourdes, il santuario del Sacro Cuore e il santuario di Nostra Signora Ausiliatrice.
Il territorio si estende su 540 km² ed è suddiviso in 83 parrocchie.

## Storia
Il vicariato apostolico di Montevideo fu eretto il 14 agosto 1832, ricavandone il territorio dalla diocesi di Buenos Aires (oggi arcidiocesi); tale decisione faceva seguito alla presa di posizione del governo di separare la Iglesia Oriental dalla sede argentina (1830).
Il 13 luglio 1878 il vicariato apostolico fu elevato a diocesi in forza della bolla Ex quo di papa Leone XIII.
Il 14 aprile 1897 ha ceduto porzioni del suo territorio a vantaggio dell'erezione delle diocesi di Salto e di Melo e nel contempo è stata elevata al rango di arcidiocesi metropolitana con la bolla Apostolici ministerii dello stesso papa Leone XIII.
Il 15 novembre 1955 ha ceduto altre porzioni di territorio a vantaggio della diocesi di Melo e dell'erezione della diocesi di San José de Mayo.
L'arcidiocesi ha ricevuto in due occasioni la visita pastorale di papa Giovanni Paolo II, nel marzo 1987 e nel maggio 1988.
Il 6 maggio 2023 papa Francesco ha beatificato il vescovo Jacinto Vera y Durán.

## Cronotassi dei vescovi
Si omettono i periodi di sede vacante non superiori ai 2 anni o non storicamente accertati.
- Dámaso Antonio Larrañaga † (14 agosto 1832 - 6 febbraio 1848 deceduto)
- Lorenzo Antonio Fernández † (1848 - 2 ottobre 1852 deceduto)
- José Benito Lamas † (1854 - 9 maggio 1857 deceduto)
  - Sede vacante (1857-1859)
- Beato Jacinto Vera y Durán † (26 maggio 1859 - 6 maggio 1881 deceduto)
- Inocencio María Yéregui † (22 novembre 1881 - 1º febbraio 1890 deceduto)
- Mariano Soler † (29 gennaio 1891 - 26 settembre 1908 deceduto)
  - Sede vacante (1908-1919)[1]
- Giovanni Francesco Aragone † (3 luglio 1919 - 20 novembre 1940 dimesso[2])
- Antonio María Barbieri, O.F.M.Cap. † (20 novembre 1940 succeduto - 17 novembre 1976 ritirato)
- Carlos Parteli Keller † (17 novembre 1976 succeduto - 12 luglio 1985 ritirato)
- José Gottardi Cristelli, S.D.B. † (5 giugno 1985 - 4 dicembre 1998 ritirato)
- Nicolás Cotugno Fanizzi, S.D.B. (4 dicembre 1998 - 11 febbraio 2014 ritirato)
- Daniel Fernando Sturla Berhouet, S.D.B., dall'11 febbraio 2014

## Statistiche
L'arcidiocesi nel 2023 su una popolazione di 1.325.968 persone contava 891.500 battezzati, corrispondenti al 67,2% del totale.
| anno | popolazione | popolazione | popolazione | presbiteri | presbiteri | presbiteri | presbiteri                | diaconi | religiosi | religiosi | parrocchie |
| anno | battezzati  | totale      | %           | numero     | secolari   | regolari   | battezzati per presbitero | diaconi | uomini    | donne     | parrocchie |
| ---- | ----------- | ----------- | ----------- | ---------- | ---------- | ---------- | ------------------------- | ------- | --------- | --------- | ---------- |
| 1950 | 935.000     | 1.345.000   | 69,5        | 547        | 97         | 450        | 1.709                     |         | 570       | 1.000     | 82         |
| 1966 | 900.000     | 1.300.000   | 69,2        | 353        | 60         | 293        | 2.549                     |         | 457       | 1.108     | 74         |
| 1970 | 1.215.000   | 1.350.000   | 90,0        | 353        | 69         | 284        | 3.441                     |         | 454       | 1.348     | 76         |
| 1976 | 1.305.000   | 1.450.000   | 90,0        | 348        | 79         | 269        | 3.750                     | 5       | 438       | 1.200     | 76         |
| 1980 | 857.000     | 1.260.000   | 68,0        | 301        | 69         | 232        | 2.847                     | 9       | 328       | 854       | 76         |
| 1990 | 906.000     | 1.343.000   | 67,5        | 468        | 76         | 392        | 1.935                     | 15      | 551       | 1.023     | 77         |
| 1999 | 850.000     | 1.350.000   | 63,0        | 273        | 77         | 196        | 3.113                     | 25      | 292       | 974       | 77         |
| 2000 | 850.000     | 1.350.000   | 63,0        | 262        | 72         | 190        | 3.244                     | 25      | 285       | 880       | 77         |
| 2001 | 850.000     | 1.350.000   | 63,0        | 260        | 73         | 187        | 3.269                     | 25      | 282       | 780       | 77         |
| 2002 | 850.000     | 1.350.000   | 63,0        | 258        | 73         | 185        | 3.294                     | 26      | 278       | 698       | 77         |
| 2003 | 850.000     | 1.350.000   | 63,0        | 249        | 69         | 180        | 3.413                     | 27      | 271       | 645       | 77         |
| 2004 | 850.000     | 1.350.000   | 63,0        | 244        | 74         | 170        | 3.483                     | 27      | 261       | 635       | 77         |
| 2013 | 892.000     | 1.409.000   | 63,3        | 266        | 106        | 160        | 3.353                     | 39      | 251       | 376       | 81         |
| 2016 | 901.380     | 1.424.341   | 63,3        | 238        | 108        | 130        | 3.787                     | 41      | 205       | 229       | 83         |
| 2019 | 911.500     | 1.440.340   | 63,3        | 227        | 103        | 124        | 4.015                     | 38      | 212       | 252       | 83         |
| 2021 | 917.800     | 1.450.200   | 63,3        | 215        | 101        | 114        | 4.268                     | 38      | 197       | 233       | 83         |
| 2023 | 891.500     | 1.325.968   | 67,2        | 213        | 95         | 118        | 4.185                     | 38      | 187       | 232       | 83         |

## Galleria d'immagini

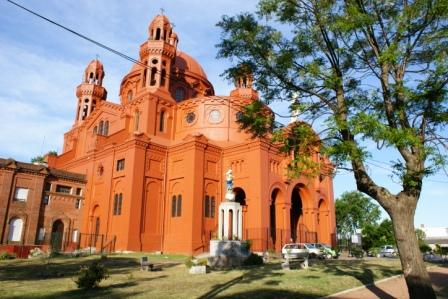
Santuario del Sacro Cuore di Gesù
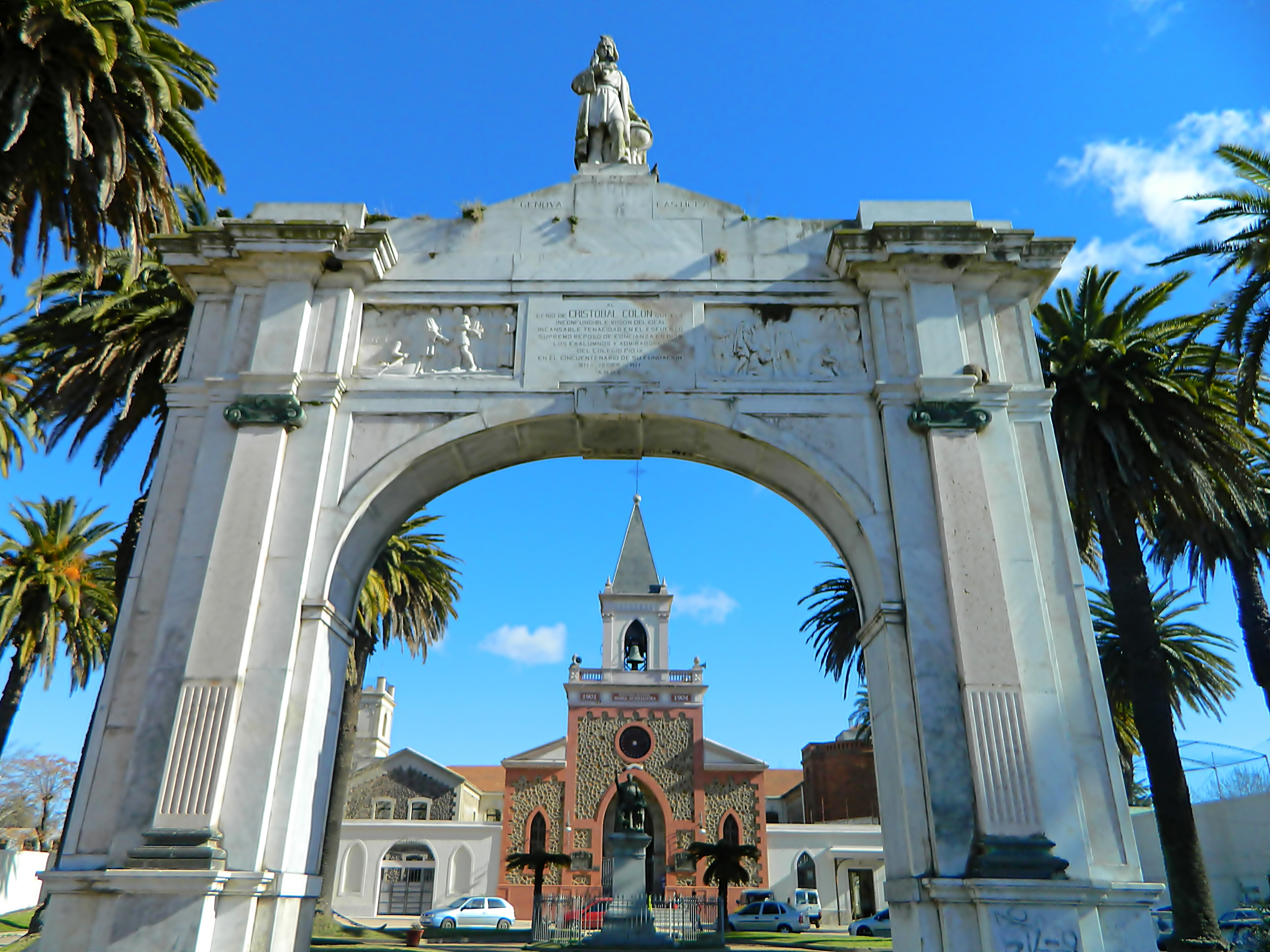
Santuario di Nostra Signora Ausiliatrice